# Tinnyei sortűz
A tinnyei sortűz az 1956-os forradalom leverését követő megtorló akciók közé tartozó történelmi esemény, azon esetek egyike volt, amelynek során az újonnan felállt karhatalom fegyvertelen, békésen demonstráló civil lakosok ellen nyílt agresszióval, fegyverrel lépett fel, a jelen lévő civilek egy részének halálát okozva. Az esemény 1956. december 22-én történt a Pest megyei Tinnye községben, a halálos áldozatok száma 1 fő volt.

## Előzmények
Az 1956-os forradalom leverését követően a magát magyar Forradalmi Munkás-Paraszt Kormánynak nevező első Kádár-kormány nagy erőkkel kezdte meg a hozzá hű karhatalom újraszervezését, annak érdekében, hogy erőt tudjon demonstrálni a lakossággal szemben és az ellenállás újrakezdésének gondolatától is elvegye a forradalommal még szimpatizálók kedvét. Az új karhatalmi alakulatok országszerte december elejére erősödtek meg annyira, hogy belevághassanak olyan akciókba is, amelyek a forradalom utóvédharcainak megtörését célozták. Az ilyen karhatalmi akciók egyik formája volt a sortüzek alkalmazása, amelyek elrendelői lényegében tömeggyilkosságra határozták el magukat – szemben a korábbi időszak sortüzeivel, amelyek többségének inkább csak tömegoszlatás volt a célja.
1956 december elejétől 1957 januárjának közepéig az ország legalább tucatnyi településén történtek ilyen sortüzek, legalább 15 esetben. Ezek közül a legelsőre Budapesten, a mai Nyugati téren került sor, december 6-án, a kort kutató történészek egy része szerint ez volt az első olyan erőpróba, amikor a hatalom célja a lakosság provokálása volt, és ennek során véres brutalitással vertek szét egy békés tömegmegmozdulást. A következő napok mindegyikére esett egy-egy sortűz valamelyik vidéki városban: 7-én Tatabányán, 8-án Salgótarjánban – ez volt ezen időszak legtöbb halálos áldozattal járó sortüze –, 9-én Miskolcon, 10-én Hódmezővásárhelyen és Egerben, 12-én négy településen is (Gyomán, Kecskeméten, Egerben és Kevermesen, 13-án pedig Zalaegerszegen. További sortüzekre került sor a következő hetekben Tinnyén december 22-én, Gyülevészen december 29-én és Csepelen 1957. január 11-én.

## A tinnyei események
A Pest megye nyugati szélén elterülő Tinnye községben elkövetett sortűz közvetlen előzménye az volt, hogy a helyi termelőszövetkezet elnöke december 22-ére, szombati napra beidézett mintegy száz olyan férfit, akik a forradalom idején a termelőszövetkezetekből hazavitték az ingóságaikat, azzal a céllal, hogy kilépjenek a szövetkezetből. A szövetkezet vezetője a szakadárokkal való „elbeszélgetésre” segítségül hívott Piliscsabáról egy karhatalmista alakulatot is, miután pedig a lakosság már tisztában volt azzal, hogy az ilyen elbeszélgetések lényegében kínzásokat jelentenek, amik akár halálos kimenetelűek is lehetnek, a férfiak beidézése nyugtalanságot váltott ki az egész faluban.
Miután a településen híre ment, hogy a behívottakat bántalmazzák, sőt lábra kapott az a híresztelés is, hogy a Szovjetunióba akarják deportálni őket, szabadon bocsátásuk érdekében az érintett asszonyok tüntetést szerveztek a tanácsháza elé, követelve, hogy a hatóságok mindenkit engedjenek haza. A karhatalmi egység vezetője Oszolj! parancsot adott ki a demonstrálóknak, majd miután azok nem engedelmeskedtek, sortüzet rendelt el. Ennek során a golyók többsége a tüntető civilek fejei felett süvített el, de egy lövedék homlokon talált és halálra sebesített egy alig 20 éves fiatalasszonyt, Mike Andrásné Pajer (más forrásban Payer) Gizellát. Akad olyan forrás, amely szerint az áldozat a tüntetők szószólói közé tartozott, más forrás szerint viszont talán nem is vett részt a tüntetésen, csak kíváncsiságból ment az utcára, a tanácsházával szemközti lakásából. Halálával egy csecsemő gyermeke maradt árván.